# القلب في مكان آخر (مسلسل)
القلب في مكان آخر هو مسلسل تلفزيوني عراقي، من إخراج حسين التكريتي، وتأليف عبد الباري العبودي.

## الممثلون
- عبد الخالق المختار.
- خلف ضيدان.
- سهام السبتي.
- مهدي جبار.
- خليل الرفاعي.
- مطشر السوداني.
- صاحب شاكر.
- سامي قفطان.
- عواطف السلمان.
- رحيم التكريتي.
- جواد الشكرجي.
- فارس عجام.[1]